# Rodbav, Brașov
Rodbav, mai demult Rotbav, Rorbaca (în dialectul săsesc Rirbich, Rîrbiχ, în germană Rohrbach, în maghiară Nádpatak, Nádaspatak) este un sat în comuna Șoarș din județul Brașov, Transilvania, România. În localitate există o biserică fortificată.

## Monumente
- Biserica evanghelică fortificată din Rodbav

## Personalități
- Ion Mușlea (1899-1966), folclorist român, s-a născut la Rodbav.

## Imagini

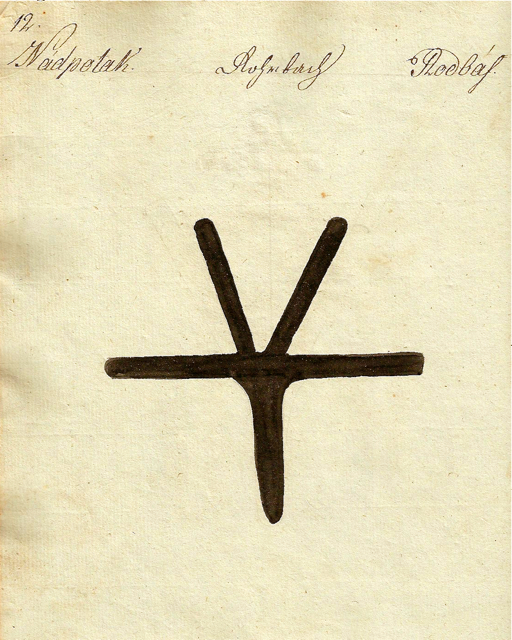
1826 - Danga pentru vite
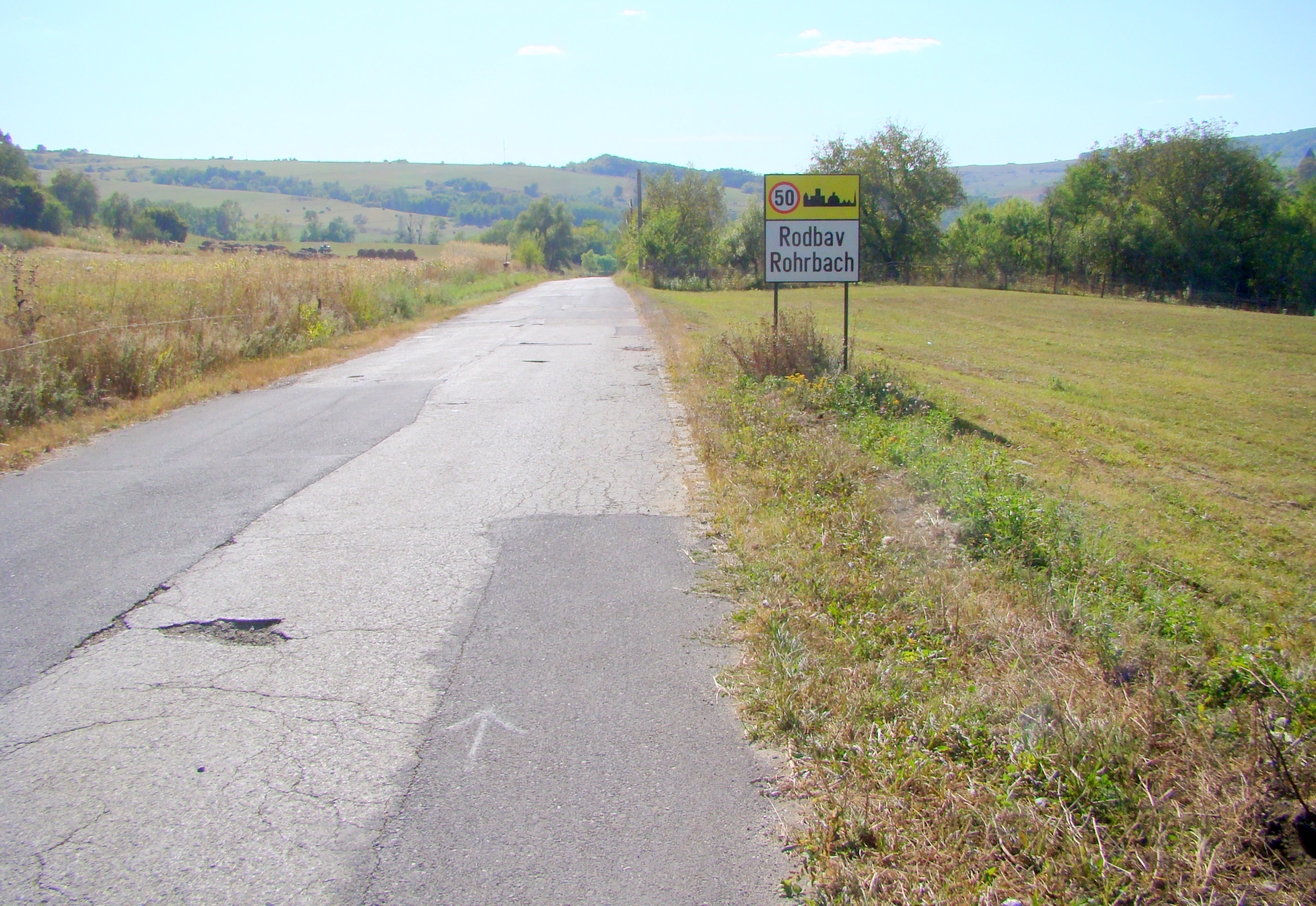
Intrarea în localitate
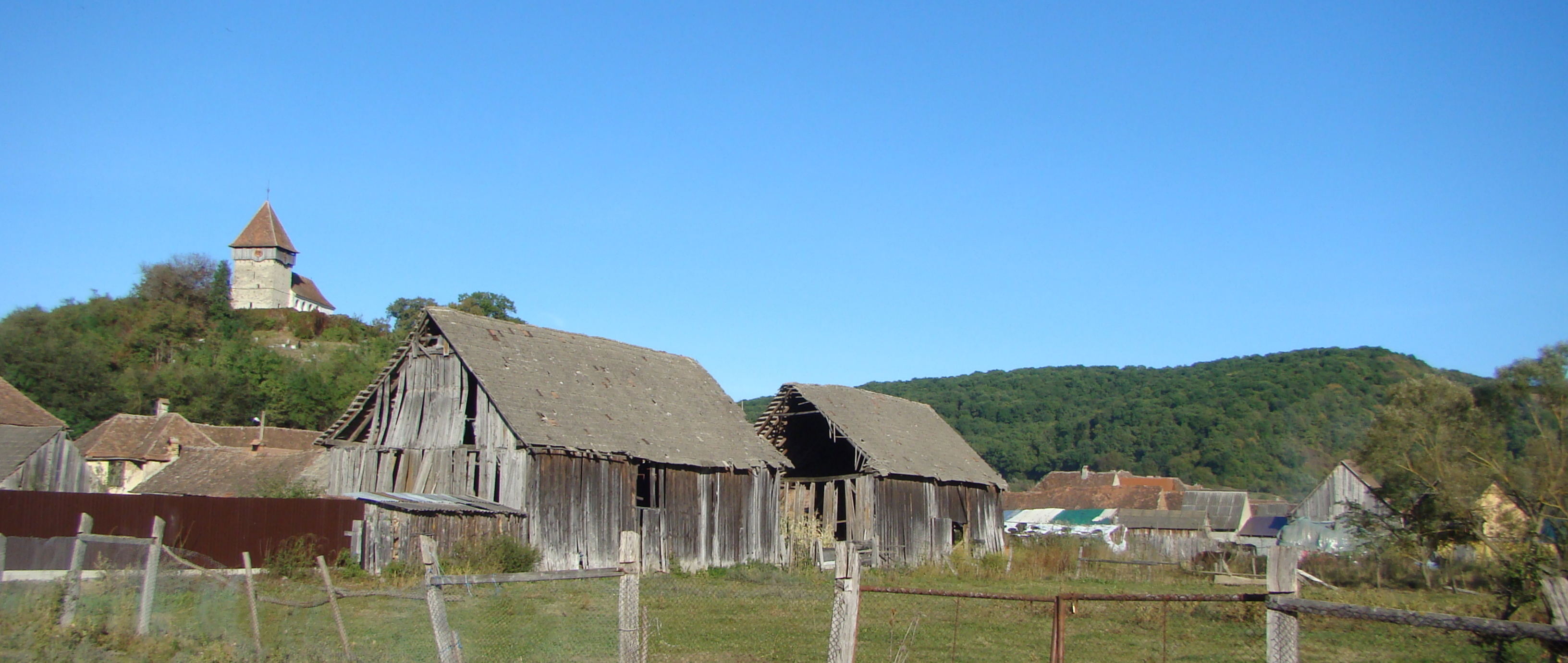
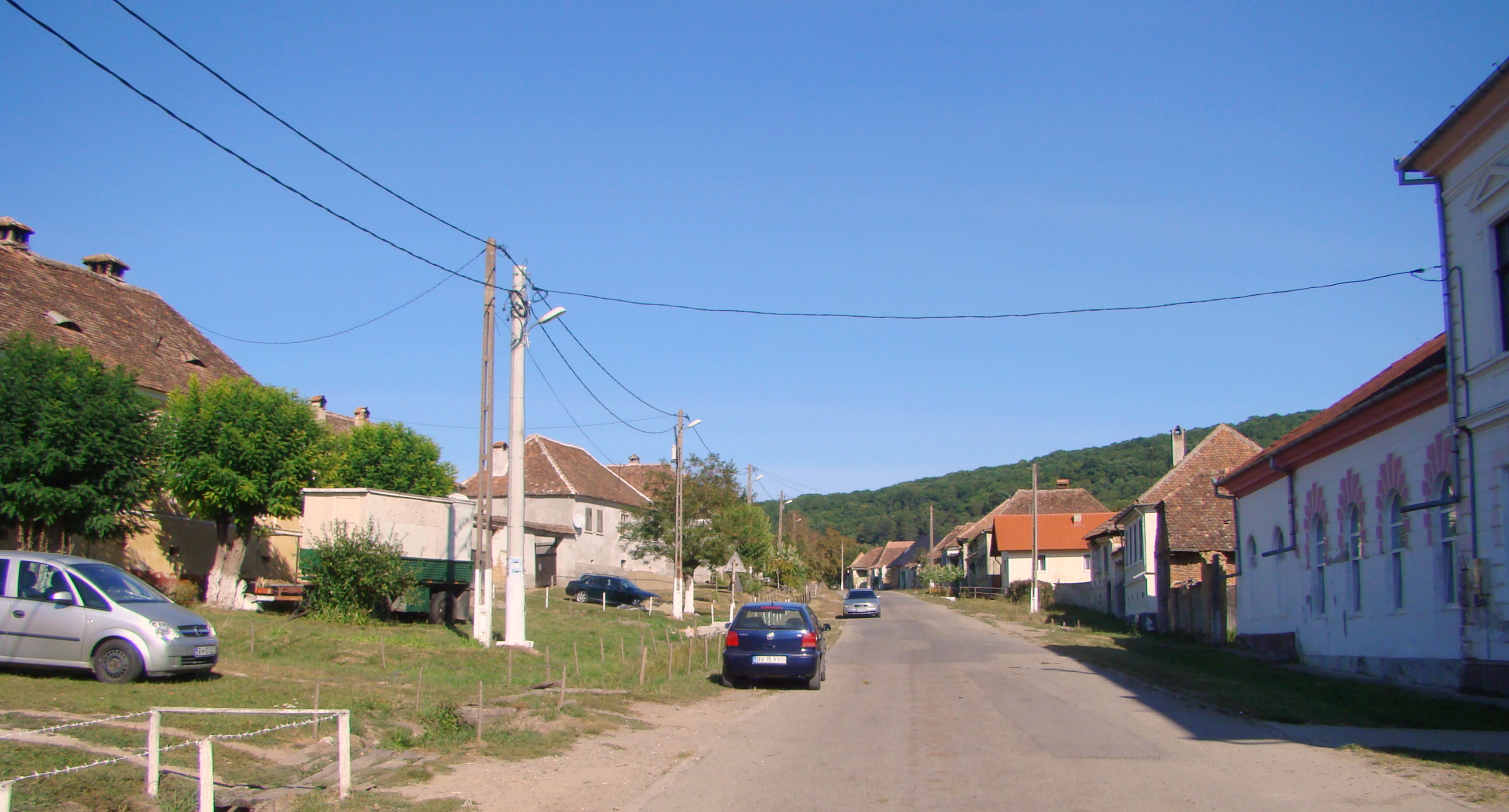
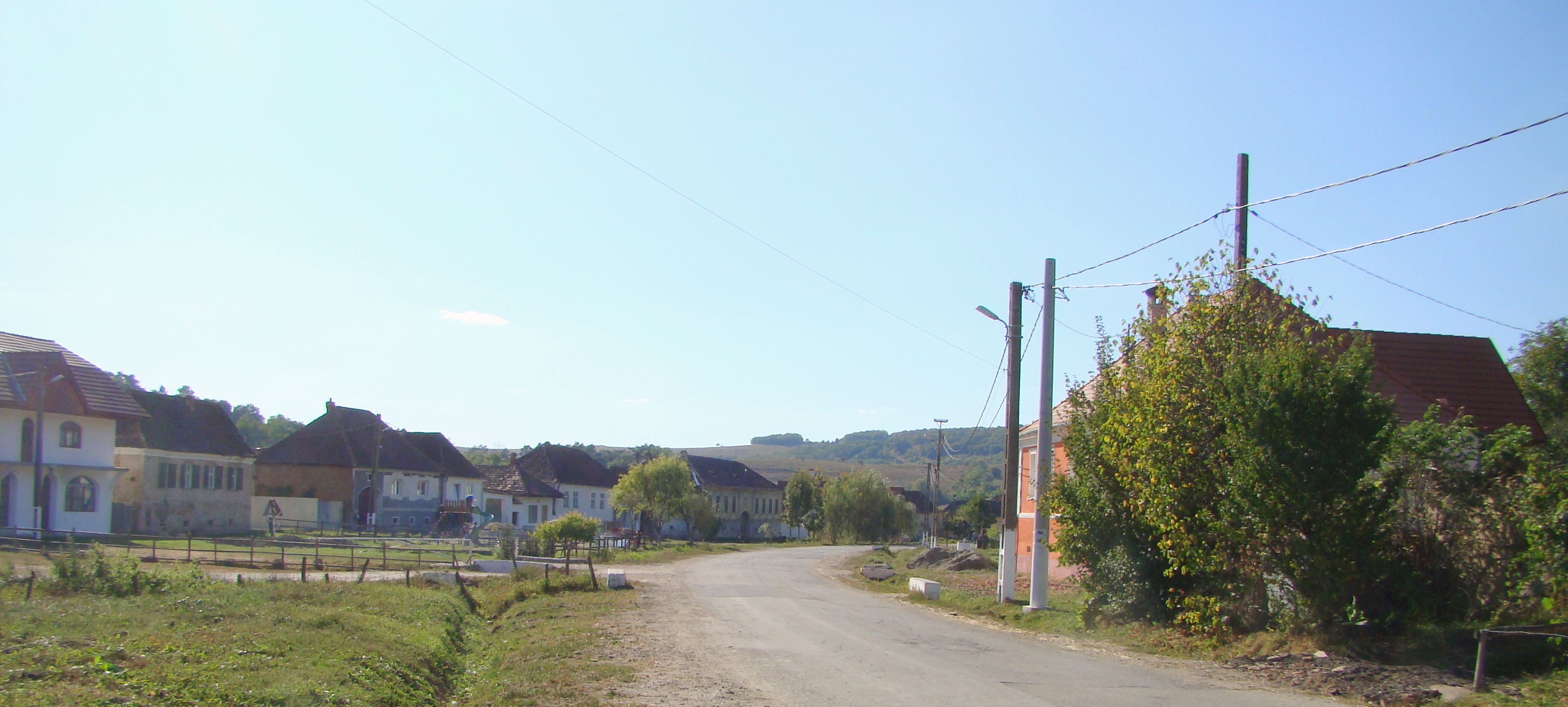
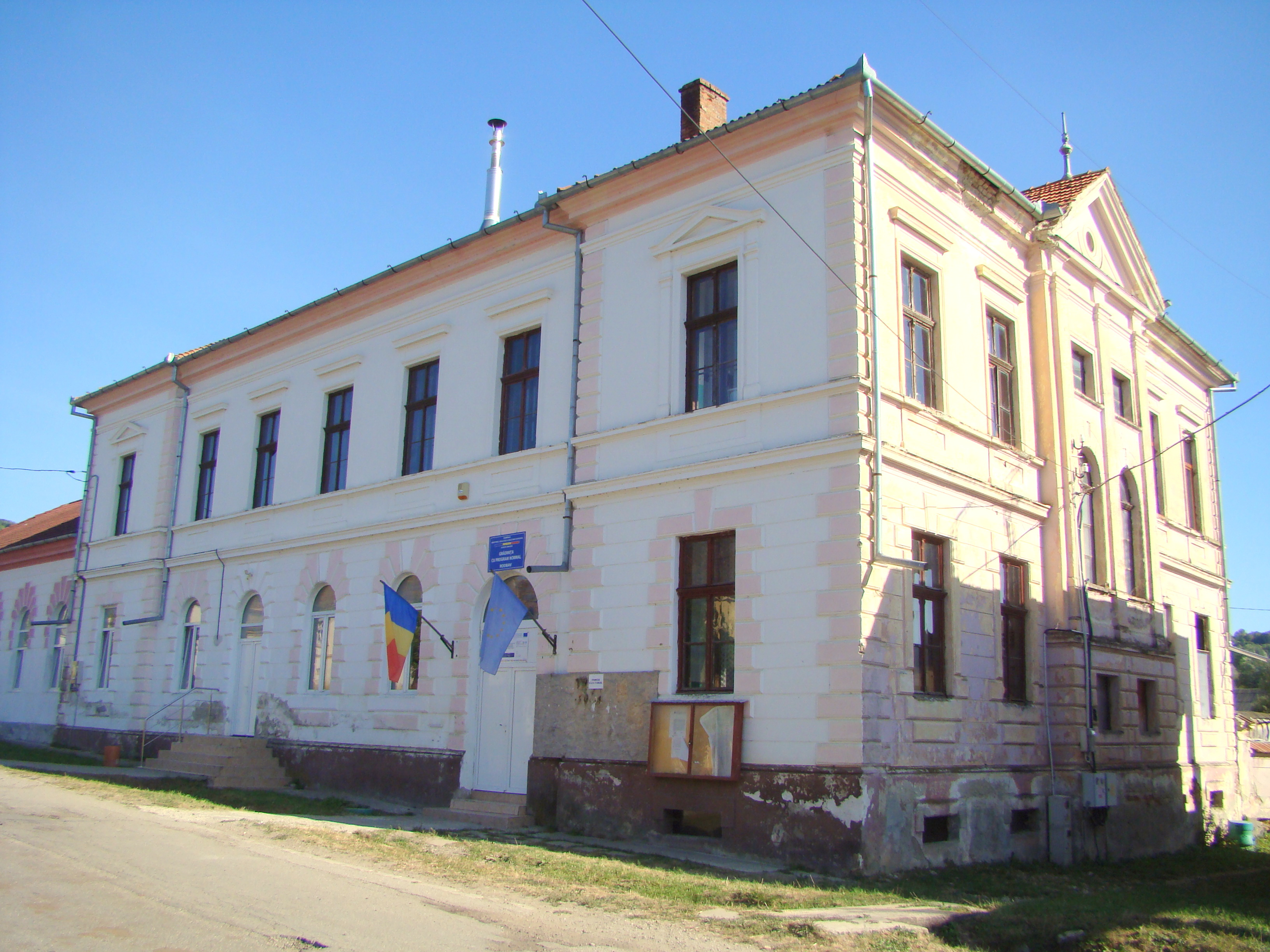
Școala
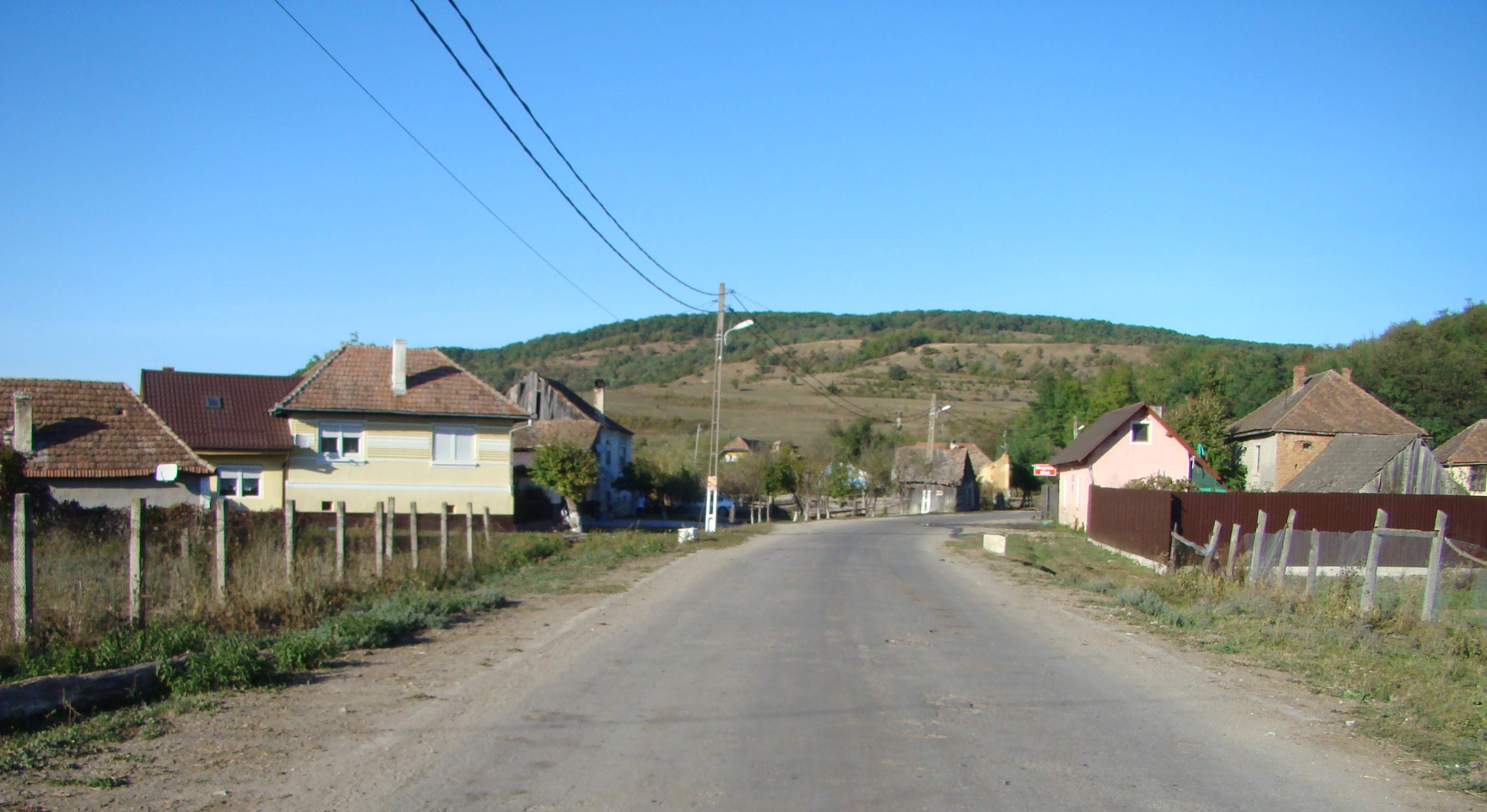
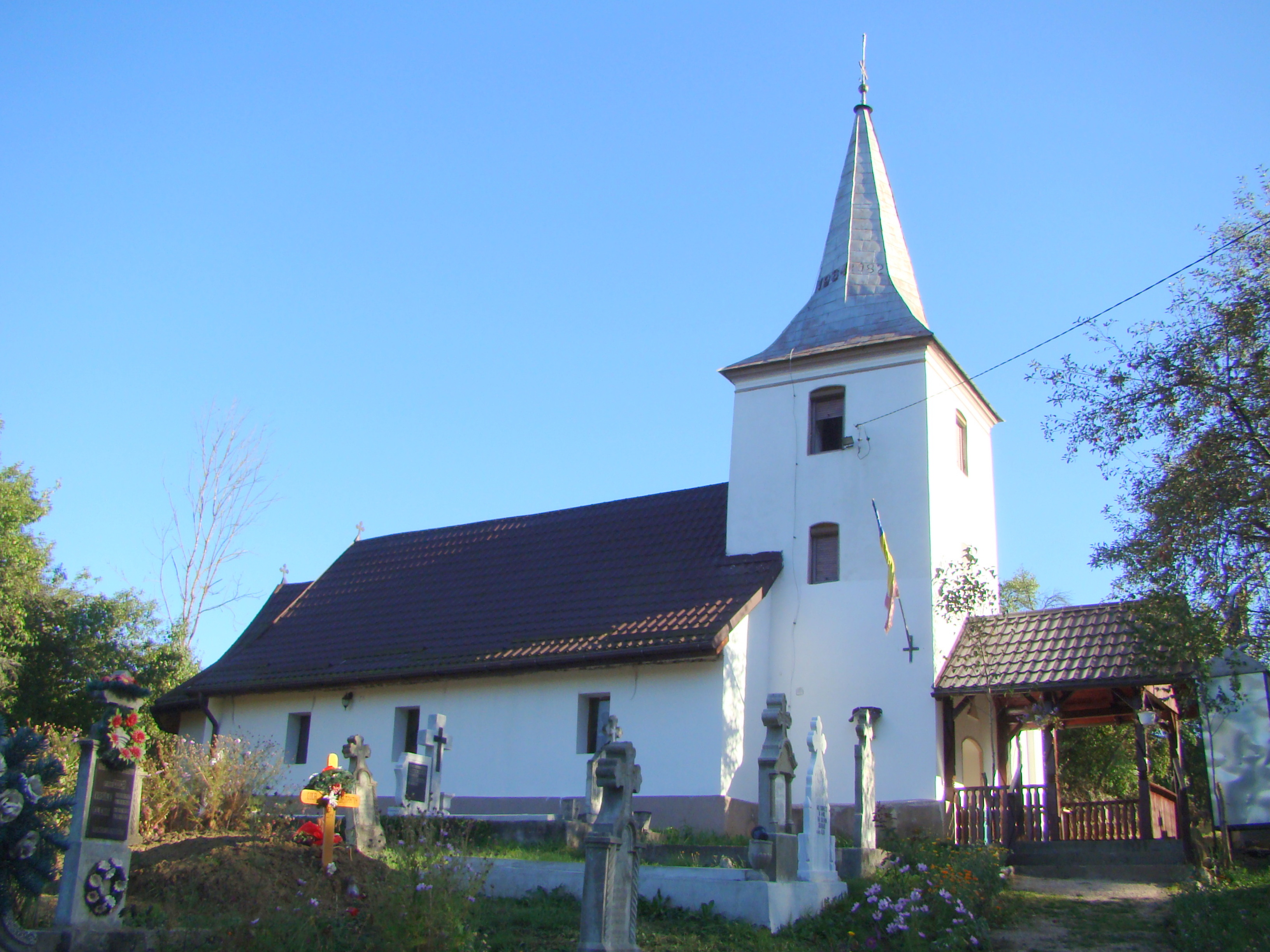
Biserica ortodoxă
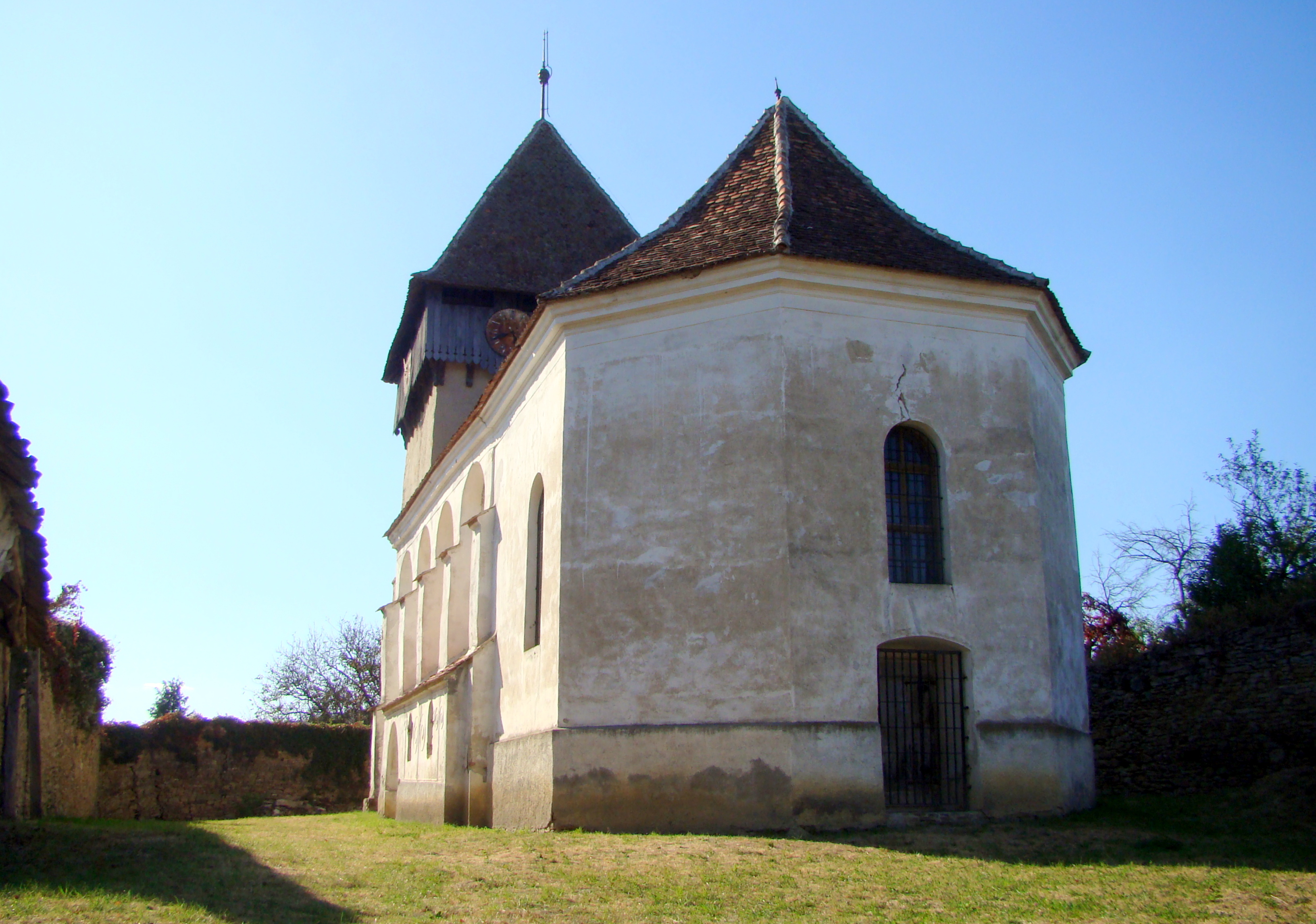
Biserica evanghelică fortificată
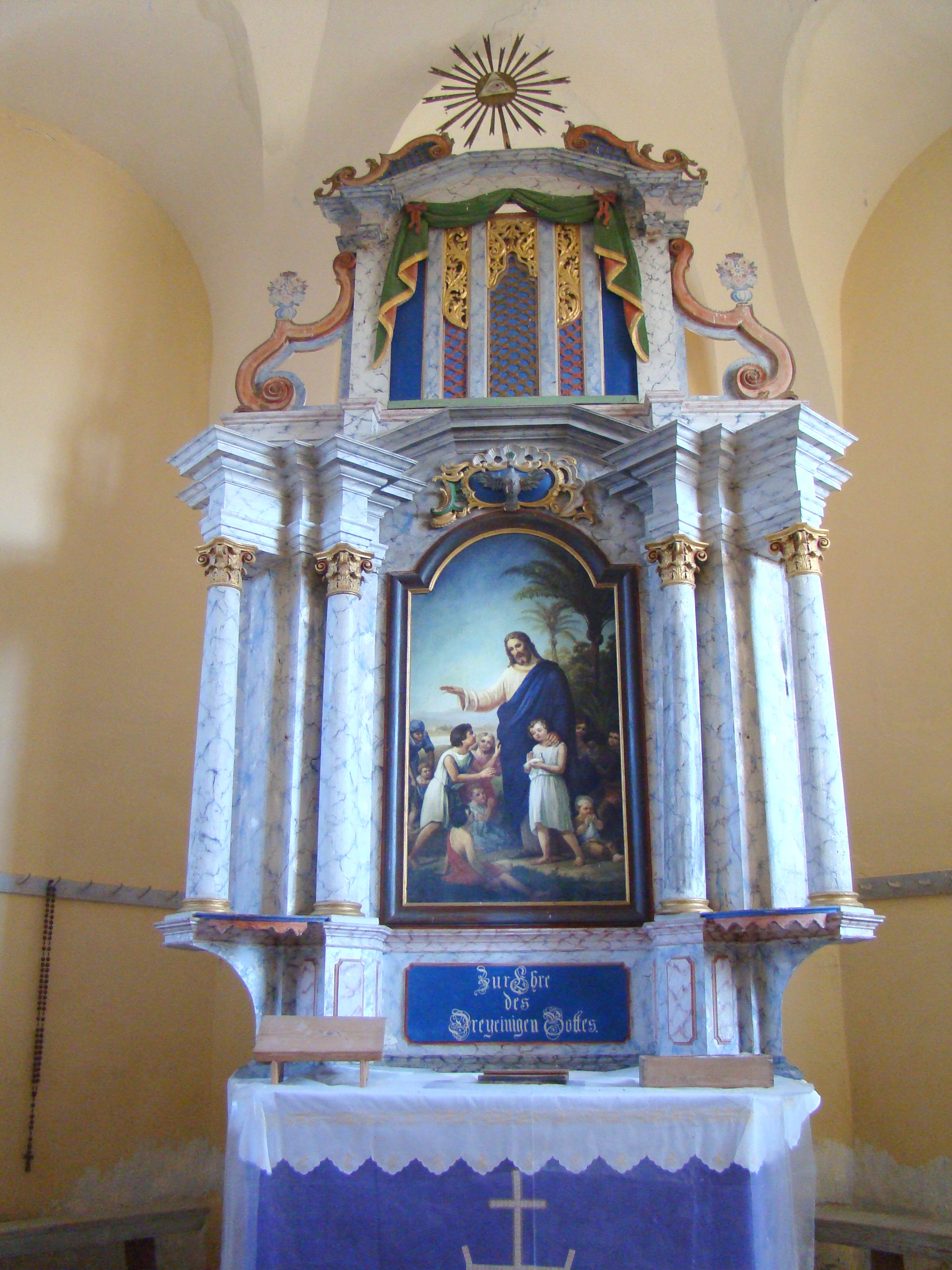
Altarul bisericii evanghelice
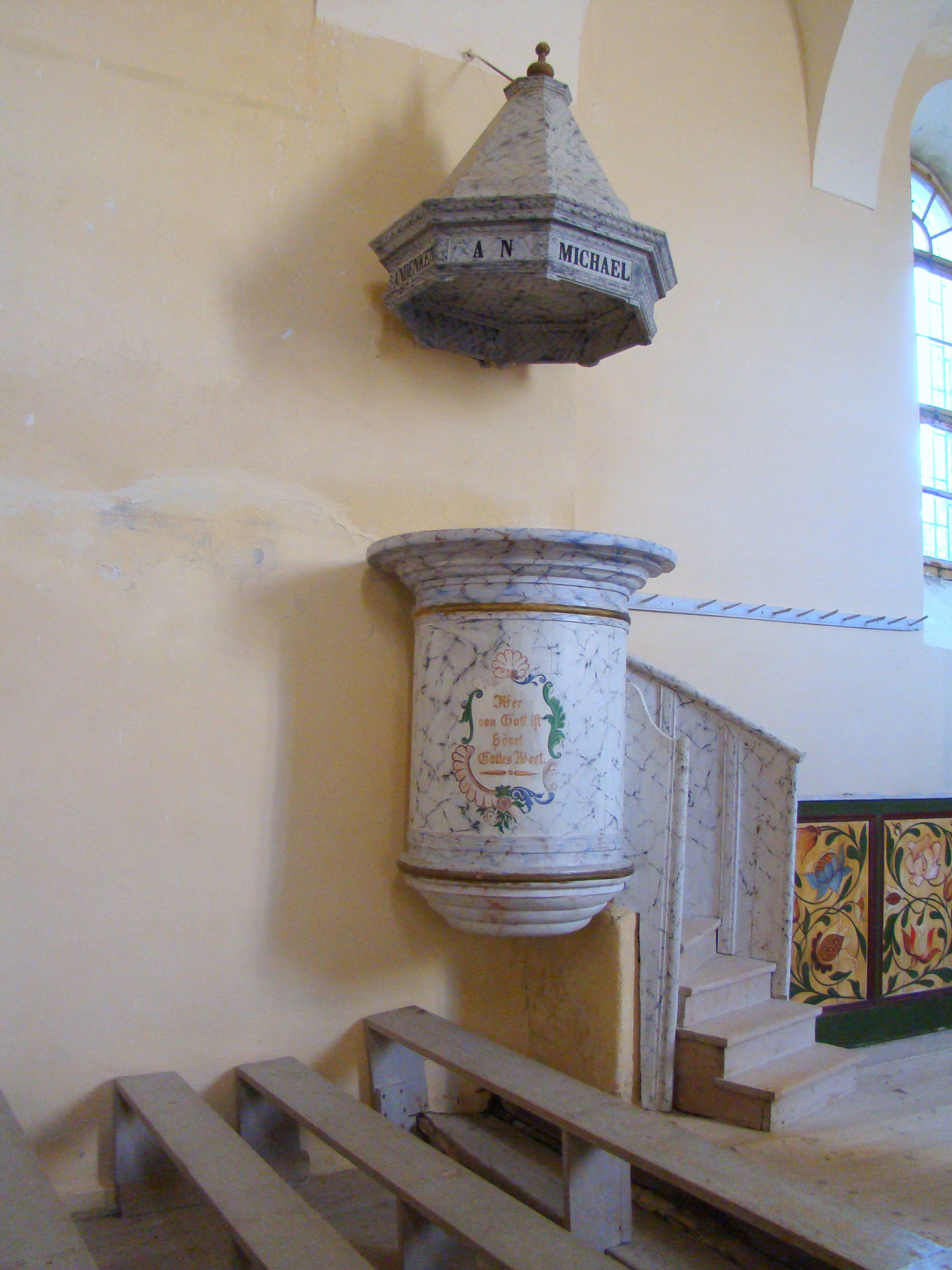
Amvonul
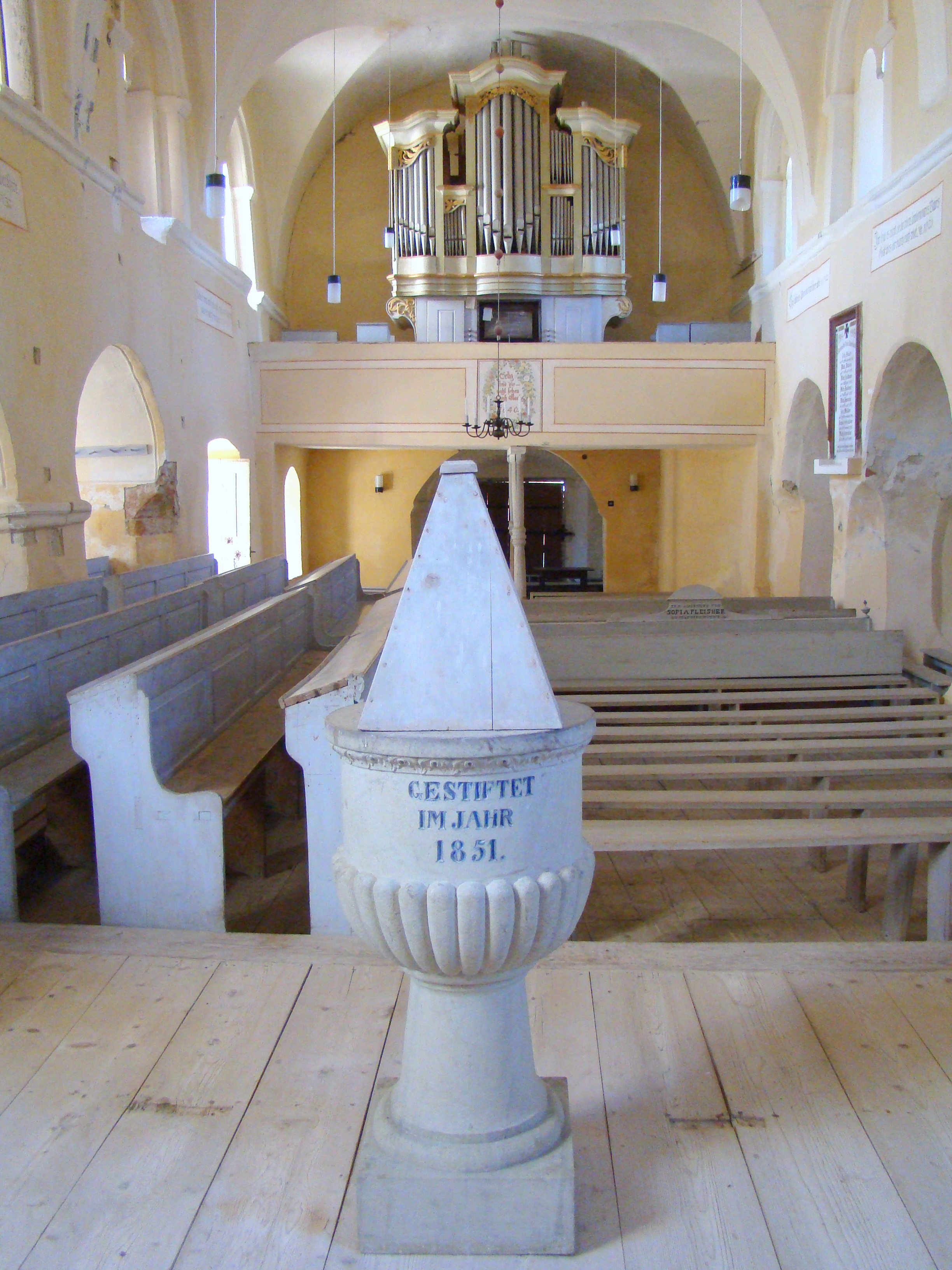
Nava spre empora de vest
- Biserica fortificată